# Churintzio, Jalisco
Churintzio är en ort i Mexiko.   Den ligger i kommunen Unión de San Antonio och delstaten Jalisco, i den centrala delen av landet, 400 km nordväst om huvudstaden Mexico City. Churintzio ligger 1 858 meter över havet och antalet invånare är 157.
Terrängen runt Churintzio är huvudsakligen platt, men åt sydost är den kuperad. Runt Churintzio är det ganska glesbefolkat, med 48 invånare per kvadratkilometer. Närmaste större samhälle är Lagos de Moreno, 13,2 km nordost om Churintzio. I omgivningarna runt Churintzio växer huvudsakligen savannskog.